# L'Europe (navire)
Pour les articles homonymes, voir Europe.
L'Europe est un navire océanographique lancé en 1996, propriété de l'Ifremer. 
Ce navire océanographique est un catamaran de 29,60 mètres qui opère en mer Méditerranée. Il est conçu pour réaliser des missions variées liées en particulier à la recherche halieutique et à l'environnement littoral. 
Il est notamment utilisé pour des chalutages conventionnels profonds (jusqu'à 1300 mètres), des chalutages pélagiques et expérimentaux, le déploiement d'engins dormants (filets maillants, palangres, casiers, etc.), des travaux de sismique, de sédimentologie et des prélèvements hydrologiques. L'Europe peut mener à bien des missions diverses, liées en particulier à la recherche halieutique et à l'environnement littoral (chalutages, évaluation de la ressource par des moyens acoustiques, déploiements d’engins dormants, travaux de sismique et de sédimentologie, prélèvements hydrologiques).

## Construction
L’Europe  a  été construit en aluminium en 1993 par Ocea aux Sables-d’Olonne avec le soutien financier de l’Union européenne via l’ICRAM (Italie). 

## Réseau informatique
- Réseau : réseau multiservices gigaEthernet, Wifi Cisco 3850
- Serveurs et stations informatiques : Hewlett Packard sous Linux Red Hat Entreprise et Windows 7
- Internet permanent via VSAT
- Logiciels :

- Centrale d'acquisition et d'archivage : Techsas (Ifremer)
- Cahier de quart scientifique : logiciel CASINO+ (Ifremer)
- Traitement des données sondeurs pêche et SMFH : Movies-3D, HERMES (Ifremer)

## Équipements et locaux scientifiques
- Sondeurs de pêche OSSIAN 1500 - 38/200 kHz - Micrel
- Sondeurs de pêche OSSIAN 500   - 12/49 kHz  - Micrel
- Sondeurs de pêche OSSIAN 200   - Micrel
- Sondeurs de pêche EK 500 - 38 kHz - Simrad
- Sonar omnidirectionnel  SR 240 - 24 kHz - Simrad
- Capteurs de chalut Scanmar - 42 kHz (équipement mobile)
- Thermosalinomètre SBE21 - Seabird
- Station Météo Milos 500 - Vaisala
- Centrale de navigation et cartographie
- Réseau large bande informatique
- Système de vidéosurveillance Transelec